# Nikola Djukić

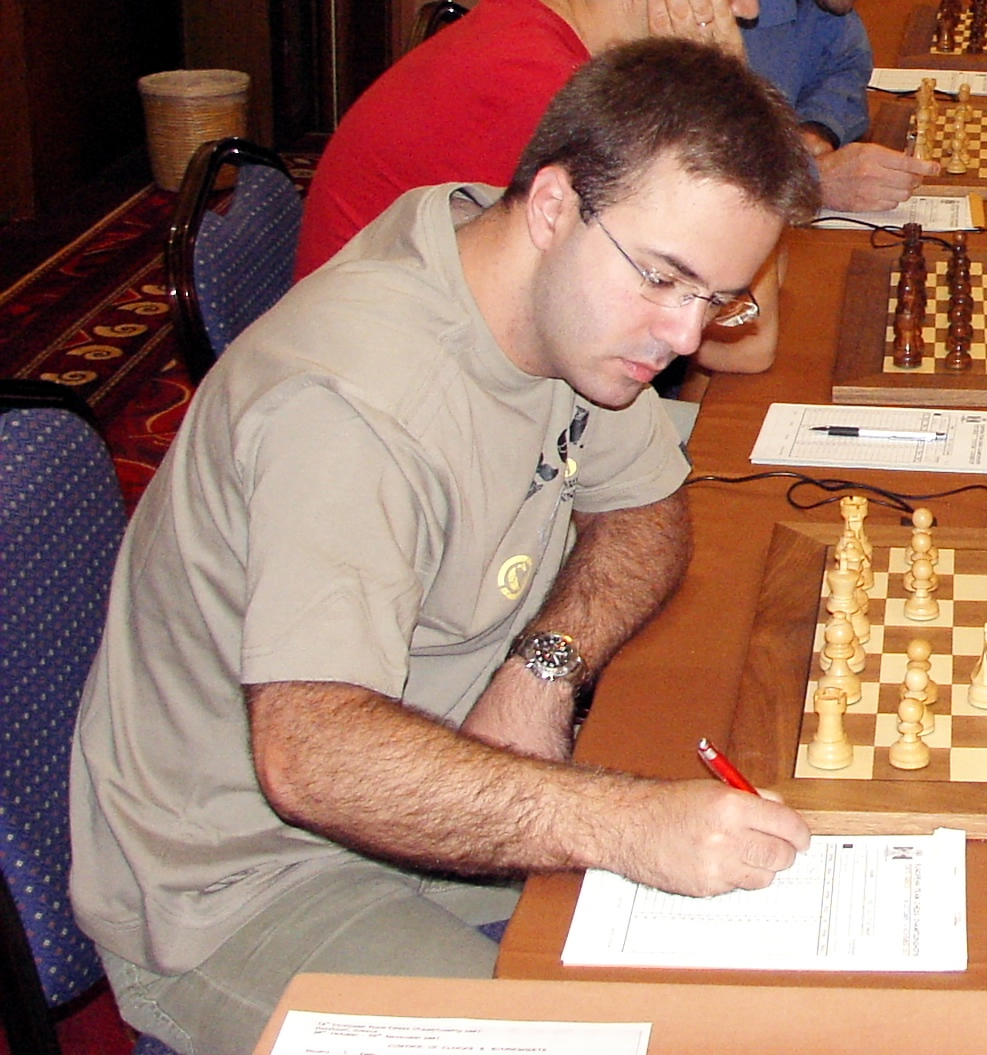
Nikola Djukić

Nikola Djukić (Servisch: Никола Ђукић) (Titograd, 26 januari 1983) is een schaker uit Servië. Hij is een grootmeester. Vroeger speelde hij voor Joegoslavië.
- Van 2 t/m 15 april 2005 speelde hij mee in het toernooi om het kampioenschap van Servië-Montenegro en eindigde met 8 punten uit 13 ronden op de tweede plaats.